# Argentine-Australie en rugby à XV
Cet article retrace les confrontations entre l'équipe d'Argentine de rugby à XV et l'équipe d'Australie de rugby à XV. Les deux équipes se sont affrontées à quarante-et-une reprises, dont trois fois en Coupe du monde. Les Australiens ont remporté vingt-neuf victoires contre neuf pour les Argentins et trois matchs nuls.

## Les confrontations
Voici la liste des confrontations entre ces deux équipes :
| No | Date              | Lieu                                                            | Match                 | Score   | Compétition                  |
| -- | ----------------- | --------------------------------------------------------------- | --------------------- | ------- | ---------------------------- |
| 1  | 27 octobre 1979   | Ferrocaril Oeste, Buenos Aires, Argentine                       | Argentine – Australie | 24 – 13 | Test match                   |
| 2  | 3 novembre 1979   | Ferrocaril Oeste, Buenos Aires, Argentine                       | Argentine – Australie | 12 – 17 | Test match                   |
| 3  | 31 juillet 1983   | Brisbane, Australie                                             | Australie – Argentine | 3 – 18  | Test match                   |
| 4  | 7 août 1983       | Sydney, Australie                                               | Australie – Argentine | 29 – 13 | Test match                   |
| 5  | 6 juillet 1986    | Brisbane, Australie                                             | Australie – Argentine | 39 – 19 | Test match                   |
| 6  | 12 juillet 1986   | Sydney, Australie                                               | Australie – Argentine | 26 – 0  | Test match                   |
| 7  | 31 octobre 1987   | Buenos Aires, Argentine                                         | Argentine – Australie | 19 – 19 | Test match                   |
| 8  | 7 novembre 1987   | Buenos Aires, Argentine                                         | Argentine – Australie | 27 – 19 | Test match                   |
| 9  | 4 octobre 1991    | Stradey Park, Llanelli, Pays de Galles                          | Argentine – Australie | 19 – 32 | Coupe du monde (poule C)     |
| 10 | 30 avril 1995     | Brisbane, Australie                                             | Australie – Argentine | 53 – 7  | Test match                   |
| 11 | 6 mai 1995        | Sydney, Australie                                               | Australie – Argentine | 30 – 13 | Test match                   |
| 12 | 1er novembre 1997 | Buenos Aires, Argentine                                         | Argentine – Australie | 15 – 23 | Test match                   |
| 13 | 8 novembre 1997   | Buenos Aires, Argentine                                         | Argentine – Australie | 18 – 16 | Test match                   |
| 14 | 17 juin 2000      | Brisbane, Australie                                             | Australie – Argentine | 53 – 6  | Test match                   |
| 15 | 24 juin 2000      | Canberra, Australie                                             | Australie – Argentine | 32 – 25 | Test match                   |
| 16 | 2 novembre 2002   | Buenos Aires, Argentine                                         | Argentine – Australie | 6 – 17  | Test match                   |
| 17 | 10 octobre 2003   | Telstra Stadium, Sydney, Australie                              | Australie – Argentine | 24 – 8  | Coupe du monde (poule A)     |
| 18 | 15 septembre 2012 | Skilled Park, Gold Coast, Australie                             | Australie – Argentine | 23 – 19 | The Rugby Championship       |
| 19 | 6 octobre 2012    | Estadio Gigante de Arroyito, Rosario, Argentine                 | Argentine – Australie | 19 – 25 | The Rugby Championship       |
| 20 | 14 septembre 2013 | Patersons Stadium, Perth, Australie                             | Australie – Argentine | 14 – 13 | The Rugby Championship       |
| 21 | 5 octobre 2013    | Estadio Gigante de Arroyito, Rosario, Argentine                 | Argentine – Australie | 17 – 54 | The Rugby Championship       |
| 22 | 13 septembre 2014 | Cbus Super Stadium, Gold Coast Australie                        | Australie – Argentine | 32 – 25 | The Rugby Championship       |
| 23 | 4 octobre 2014    | Estadio Malvinas Argentinas, Mendoza, Argentine                 | Argentine – Australie | 21 – 17 | The Rugby Championship       |
| 24 | 25 juillet 2015   | Estadio Malvinas Argentinas, Mendoza, Argentine                 | Argentine – Australie | 9 – 34  | The Rugby Championship       |
| 25 | 25 octobre 2015   | Stade de Twickenham, Londres, Angleterre                        | Argentine – Australie | 15 – 29 | Coupe du monde (demi-finale) |
| 26 | 17 septembre 2016 | Perth Oval, Perth Australie                                     | Australie – Argentine | 36 – 20 | The Rugby Championship       |
| 27 | 8 octobre 2016    | Stade de Twickenham, Londres, Angleterre                        | Argentine – Australie | 21 – 33 | The Rugby Championship       |
| 28 | 16 septembre 2017 | Canberra Stadium, Canberra Australie                            | Australie – Argentine | 45 – 20 | The Rugby Championship       |
| 29 | 7 octobre 2017    | Estadio Malvinas Argentinas, Mendoza, Argentine                 | Argentine – Australie | 20 – 37 | The Rugby Championship       |
| 30 | 15 septembre 2018 | Robina Stadium, Gold Coast, Australie                           | Australie – Argentine | 19 – 23 | The Rugby Championship       |
| 31 | 6 octobre 2018    | Estadio Padre Ernesto Martearena, Salta Argentine               | Argentine – Australie | 34 – 45 | The Rugby Championship       |
| 32 | 27 juillet 2019   | Suncorp Stadium, Brisbane Australie                             | Australie – Argentine | 16 – 10 | The Rugby Championship       |
| 33 | 21 novembre 2020  | Hunter Stadium, Newcastle, Australie                            | Argentine – Australie | 15 – 15 | Tri-nations                  |
| 34 | 5 décembre 2020   | Bankwest Stadium, Sydney, Australie                             | Australie – Argentine | 16 – 16 | Tri-nations                  |
| 35 | 25 septembre 2021 | Queensland Country Bank Stadium ,Townsville Australie           | Australie – Argentine | 27 – 8  | The Rugby Championship       |
| 36 | 2 octobre 2021    | Cbus Super Stadium, Gold Coast Australie                        | Australie – Argentine | 32 – 17 | The Rugby Championship       |
| 37 | 6 août 2022       | Estadio Malvinas Argentinas, Mendoza Argentine                  | Argentine – Australie | 26 – 41 | The Rugby Championship       |
| 38 | 13 août 2022      | Stade du bicentenaire, San Juan Argentine                       | Argentine – Australie | 48 – 17 | The Rugby Championship       |
| 39 | 15 juillet 2023   | Bankwest Stadium, Sydney, Australie                             | Australie – Argentine | 31 – 34 | The Rugby Championship       |
| 40 | 31 août 2024      | Estadio Jorge Luis Hirschi, La Plata, Argentine                 | Argentine – Australie | 19 – 20 | The Rugby Championship       |
| 41 | 7 septembre 2024  | Estadio Brigadier General Estanislao López, Santa Fe, Argentine | Argentine – Australie | 67 – 27 | The Rugby Championship       |